# Discocyrtus coxalis
Discocyrtus coxalis is een hooiwagen uit de familie Gonyleptidae.